# 燕郵便局
燕郵便局（つばめゆうびんきょく）は新潟県燕市にある郵便局。民営化前の分類では集配普通郵便局であった。

## 概要
住所：〒959-1299 新潟県燕市白山町1-1-6

## 沿革
- 1872年（明治5年）旧9月 - 燕町（つばめまち）郵便取扱所として開設[1]。
- 1875年（明治8年）1月1日 - 燕町郵便局（五等）となる。
- 1885年（明治18年）5月1日 - 貯金取扱を開始。
- 1888年（明治21年）4月1日 - 燕郵便局に改称。同年5月16日より為替取扱を開始。
- 1897年（明治30年）11月16日 - 燕郵便電信局となる。
- 1903年（明治36年）4月1日 - 通信官署官制の施行に伴い燕郵便局となる。
- 1949年（昭和24年）3月20日 - 特定郵便局から普通郵便局に局種別改定[2]。
- 1956年（昭和31年）11月1日 - 電話通話および和文電報受付事務の取扱を開始[3]。
- 1974年（昭和49年）3月31日 - 大曲簡易郵便局の廃止に伴い、取扱事務を承継。
- 1975年（昭和50年）3月24日 - 燕市燕から、同市仙木に局舎を新築、移転。
- 1981年（昭和56年）4月10日 - 西燕簡易郵便局の廃止[4]に伴い、取扱事務を承継。
- 1990年（平成2年）8月1日 - 新生町簡易郵便局の廃止に伴い、取扱事務を承継。
- 1998年（平成10年）9月1日 - 外国通貨の両替および旅行小切手の売買に関する業務取扱を開始。
- 2007年（平成19年）10月1日 - 民営化に伴い、併設された郵便事業燕支店に一部業務を移管。
- 2012年（平成24年）10月1日 - 日本郵便株式会社発足に伴い、郵便事業燕支店を燕郵便局に統合。

## 取扱内容
- 郵便、印紙、ゆうパック、内容証明
- 貯金、為替、振替、振込、国際送金、国債、投資信託
- 生命保険、バイク自賠責保険、自動車保険
- ゆうちょ銀行ATM
- 「959-12xx」区域（燕市内の一部地域）の集配業務
- ゆうゆう窓口

## 風景印
- 表記は『燕』
- 図案は特産『食卓用金物』・『輸出船』・『地図』・『燕』
- 使用開始日は1955年（昭和33年）3月1日

## 周辺
- 燕市役所燕庁舎
- 燕警察署
- 燕市立燕中学校
- 燕市立燕西小学校
- 中ノ口川

## アクセス
- JR弥彦線 燕駅から南西へ約1.1 km（徒歩約13分）
- 越後交通 「燕図書館」バス停より徒歩約1分
- 北陸自動車道 三条燕ICから北西へ約3 km
- 国道289号沿い
- 駐車場あり：17台